# 橡树龙属
橡樹龍屬又名磔齒龍、槲龍及樹龍，其拉丁語學名意為「橡樹蜥蜴」，因其頰齒形狀類似橡樹而得名。橡樹龍是種生活在晚侏羅紀的恐龍，約1億5000萬年前。橡樹龍原先屬於鳥腳亚目的稜齒龍類，現在被歸類於禽龍類。
化石首次發現於19世紀晚期的北美洲西部。目前已在美國科羅拉多州、猶他州、懷俄明州等地發現化石。荒漠龍、Dysalotosaurus過去都曾被歸類於橡樹龍的種。

## 古生物學

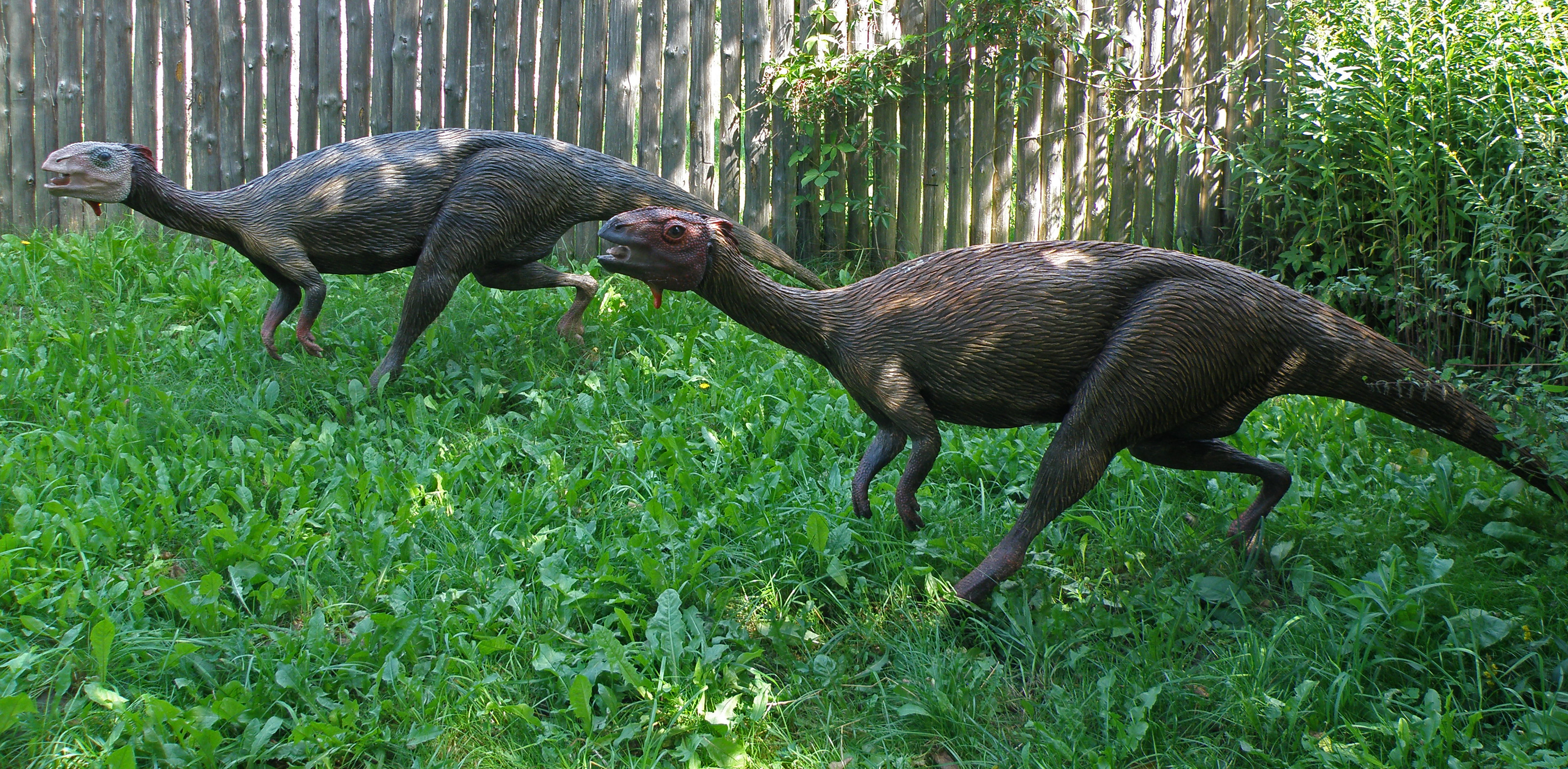
兩個橡樹龍的模型，位於波蘭

橡樹龍擁有長頸部、修長後肢、堅挺的長尾巴。前肢短，每隻手有五個手指，這是種原始特徵。體長約2.4至4.3米，臀部高度為1.5米，體重為77-91公斤。目前還沒有發現成年標本，因此不知道成年個體的身長。
橡樹龍擁有喙狀嘴與頰齒，前上頜齒缺乏牙齒。牙齒側面有明顯的中央稜脊。與其他鳥腳下目恐龍一樣，橡樹龍為植食性動物。有些科學家認為橡樹龍咀嚼時，將食物置於頰部中。牠們被推測以氾濫平原的低矮植被為食。牠們的鼻孔上側沒有骨樑橫跨，其他恐龍幾乎具有這種構造。剛孵化的橡樹龍前肢較健壯，可能可以四肢行走。與彎龍不同的是，橡樹龍沒有小型的第一趾爪。
橡樹龍擁有強壯後肢，是種快速且敏捷的奔跑者，並使用牠們的尾巴來保持平衡。橡樹龍可能利用牠們的速度來逃離肉食性恐龍。

## 發現與種
橡樹龍的體型、外形、某些特徵相當類似稜齒龍科，但科學家認為牠們不屬於稜齒龍科，而歸類於個別的橡樹龍科。橡樹龍具有數個白堊紀禽龍類的特徵，因此牠們可能是禽龍類直系祖先的近親。
橡樹龍目前只有一個種，模式種是高橡樹龍（D. altus），是在1878年由奧塞內爾·查利斯·馬什
（Othniel Charles Marsh）所敘述、命名，曾經被歸類於化石龍的一種。化石發現於美國的科羅拉多州、猶他州、懷俄明州，發現於莫里遜組的第2到第6地層帶。目前已經發現7具部分骨骼，以及眾多的骨頭標本，來自於各種年齡層。

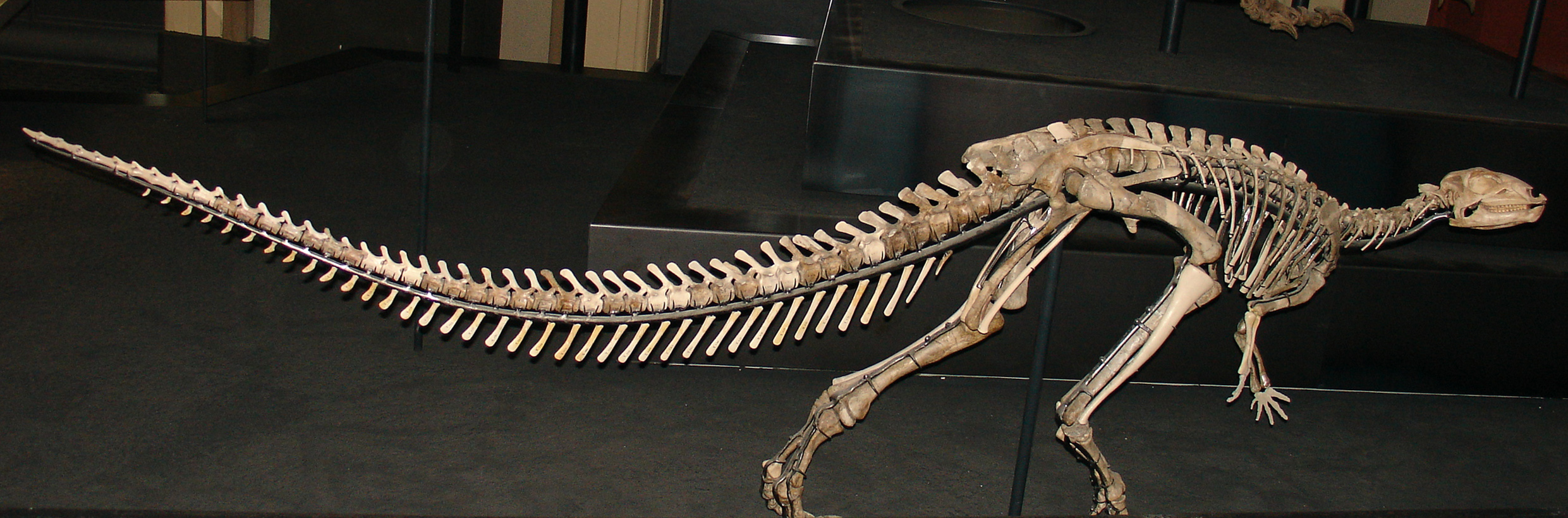
萊托式橡樹龍的骨骸，位於柏林，目前是獨立屬Dysalotosaurus

萊托氏橡樹龍（D. lettowvorbecki）的化石是在1919年發現於坦尚尼亞的敦達古魯組（Tendaguru Formation），是由德國古生物學家沃納·詹尼斯（Werner Janensch）所率領的挖掘團隊索發現。詹尼斯最初將這些化石命名為Dysalotosaurus（意為「無法捕捉的蜥蜴」），後來被歸類於橡樹龍。種名是以德國將軍保羅·馮·萊托-福爾貝克為名。在2010年，這個種再度被建立為新屬，Dysalotosaurus。
在1975年，彼得·加爾東（Peter Galton）將發現於英格蘭、羅馬尼亞的早白堊紀化石，命名為第三個種D. canaliculatus。在1977年，這個種被建立為新屬荒漠龍。

## 大眾文化
- 橡樹龍曾出現在探索頻道的電視節目《恐龍紀元》（When Dinosaurs Roamed America）。
- 橡樹龍也出現在BBC的電視節目《與恐龍共舞》（Walking with Dinosaurs）的第二集，以及特別節目《異特龍之謎》（The Ballad Of Big Al）。
- 橡樹龍也出現於斐凡迪環球遊戲的遊戲《侏羅紀公園：基因計劃》（Jurassic Park: Operation Genesis）。

## 外部連結
- Dryosaurus, from the Dinosaur Encyclopaedia at Univ. of Illinois at Urbana-Champagne
- 禽龍類的演化支
- 橡樹龍簡介 （页面存档备份，存于）
- Dinodata.org （页面存档备份，存于）
- Dinosauria Translation and Pronunciation Guide D